# Monsieur Prosper

Monsieur Prosper est un moyen métrage français réalisé par Robert Péguy, sorti en 1935.

## Fiche technique
- Titre : Monsieur Prosper
- Réalisation : Robert Péguy
- Production : Henri de Saint-Girons, Robert Péguy et Charles Battesti
- Pays :  France
- Genre : Comédie
- Durée : 58 min
- Date de sortie : 
  - France - 20 décembre 1935

## Distribution
- Félix Oudart : Monsieur Prosper
- Jeanne Fusier-Gir : Madame Béchu
- Edmond Castel : Monsieur Dubois
- Roger Tréville : Pierre Chabrol
- Lucette Desmoulins : Loulette
- Louis Florencie : le commissaire
- Yvonne Claudie : la fiancée
- Viviane Romance : la petite femme